# AXA Versicherungen
Die AXA Versicherungen AG (Markenauftritt: AXA) mit Sitz in Winterthur ist eine Schweizer Versicherungsgesellschaft und Tochtergesellschaft des französischen Versicherungskonzerns AXA.

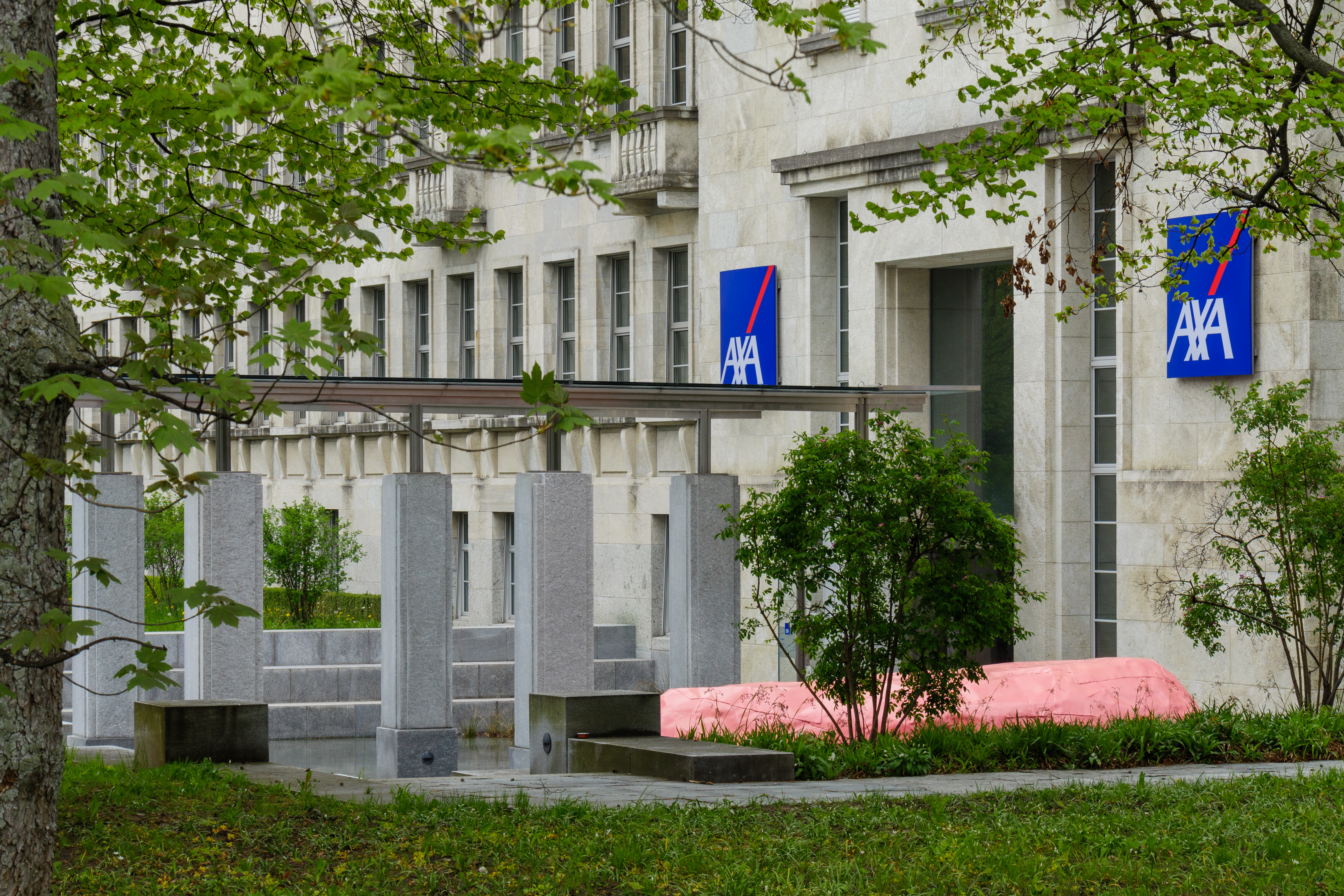
Eingang des AXA Firmensitzes General Guisan-Str. 40 in Winterthur

Mit einem Marktanteil im Bereich der Schadenversicherungen von rund 17,7 Prozent ist die AXA Schweiz marktführend im Schweizer Versicherungsmarkt (Stand: 2022). Die Angebote der AXA Schweiz umfassen Produkte und Dienstleistungen rund um Mobilität, Gesundheit, Vorsorge und Unternehmertum und decken die Bereiche Personen-, Sach-, Haftpflicht-, Rechtsschutz- und Lebensversicherung sowie Gesundheits- und berufliche Vorsorge ab.

## Unternehmensgeschichte der AXA Schweiz

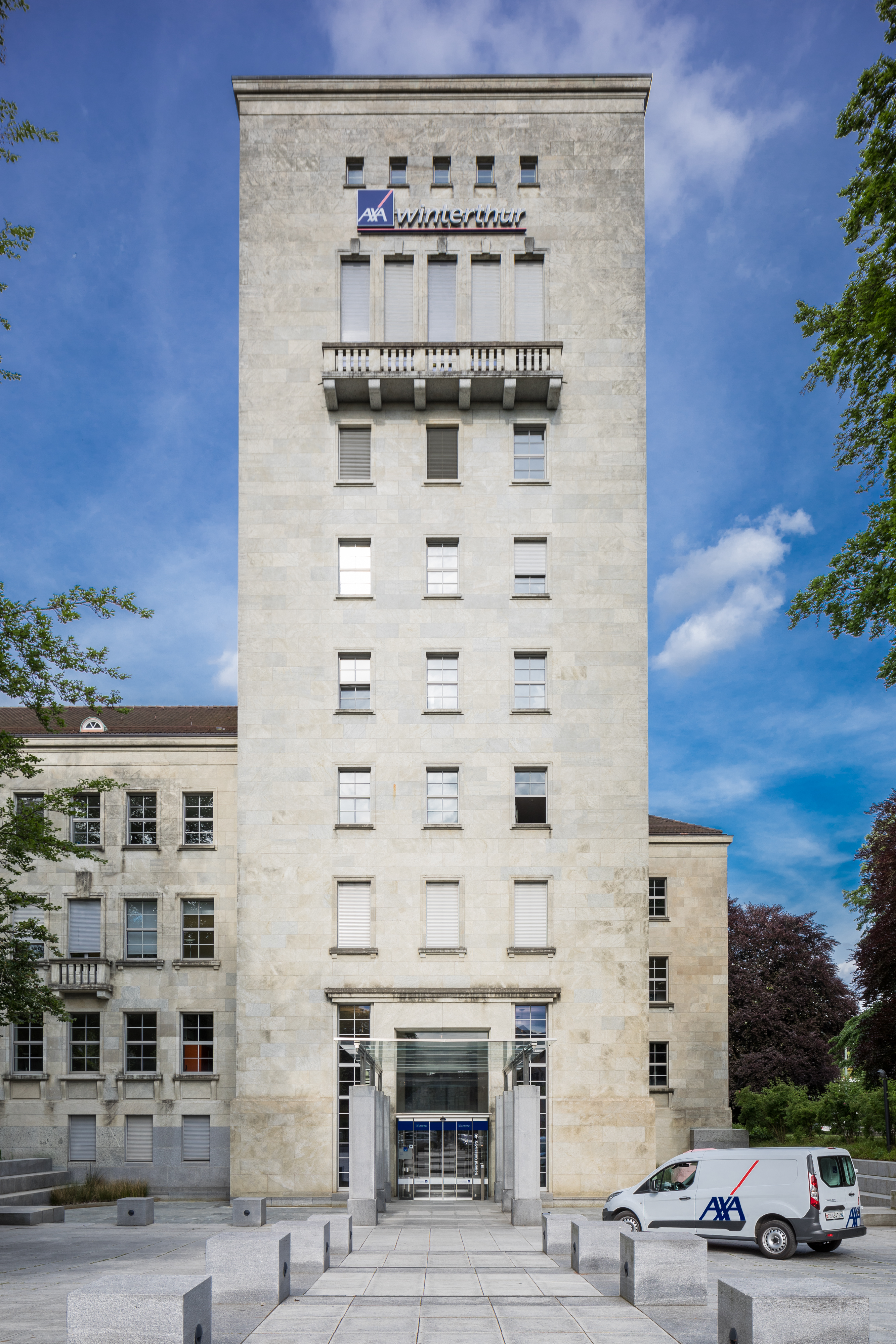
Büroturm des Hauptsitzes, 2017 noch mit "AXA Winterthur"

Ende 2006 übernahm der französische Versicherungskonzern AXA die 1875 gegründete Winterthur Versicherungen. Hierbei wurden die ausländischen Aktivitäten der Winterthur in den AXA Konzern integriert. Das Schweizer Stammhaus der Winterthur wurde mit der bisherigen Schweizer Tochtergesellschaft der AXA fusioniert und in den AXA Konzern eingegliedert. Der Markenauftritt änderte sich damit ab dem Jahr 2007 in AXA Winterthur. Im Jahr 2018 strich die AXA Winterthur das «Winterthur» aus ihrem Namen. Per 1. Januar 2025 tritt Axa Schweiz wieder dem Schweizerischen Versicherungsverband bei.

## Unternehmensstruktur
AXA Schweiz ist der Markenname für die zwei buchhalterisch und rechtlich getrennten Unternehmen AXA Versicherungen AG und AXA Leben AG. Die AXA Schweiz ist im 100-prozentigen Besitz der französischen Versicherungsgesellschaft AXA.

## Konzernleitung und Verwaltungsrat
Die Axa Schweiz wird von einer neunköpfigen Konzernleitung geführt. Vorsitzender ist seit dem 1. Januar 2018 Fabrizio Petrillo. Der Verwaltungsrat umfasst acht Mitglieder, Verwaltungsratspräsident ist Antimo Perretta.

## Geschäftstätigkeiten
Die AXA Schweiz bietet Privatpersonen Versicherungen an in den Bereichen Wohnen und Eigentum, Fahrzeug und Reisen, Vorsorge und Vermögen, Recht, Cyber und Unfall. Darüber hinaus ist die AXA Schweiz in der Gesundheitsvorsorge tätig und bietet Krankenkassenzusatzversicherungen zudem vergibt sie Hypotheken. Für Unternehmenskunden bietet die Axa Schweiz Betriebsversicherungen und Vorsorgeversicherungen (BVG) an.

## Rechtsschutzversicherung
AXA-ARAG Rechtsschutz AG ist eine rechtlich selbständige und unabhängige Tochterfirma der Axa Schweiz. Als solche bietet sie Rechtsschutzversicherungen und weitere juristische Dienstleistungen für Privatpersonen und Unternehmen in der Schweiz an. Mit einem Prämienvolumen von CHF 135.9 Mio. und 256 Mitarbeitenden am Hauptsitz in Zürich, in Lausanne und Lugano, ist die AXA-ARAG eine der führenden Rechtsschutzversicherungen der Schweiz.
Firmengeschichte
- Gründung der Winterthur-Rechtsschutzversicherungs-Gesellschaft im Jahr 1978.
- 1998 erfolgte der Zusammenschluss des deutschen Rechtsschutzversicherers ARAG und der Winterthur-Rechtsschutz.
- Nach der Übernahme der Winterthur Versicherungen durch die AXA Gruppe im Jahr 2006 gehört die AXA-ARAG seit 2007 mehrheitlich zur AXA Gruppe.

## Sponsoring
Die AXA unterstützt den Schweizer Frauenfussball als Presenting Partnerin der Liga und der Cup-Wettbewerbe und seit 2023 auch den Förderverein FI9 als Hauptsponsorin. Der Verein wurde im August 2019 im Namen der verstorbenen Fussballerin Florijana Ismaili gegründet. Sie spielte für die Schweizer Nati und den BSC YB Frauen, wo sie die Rückennummer 9 trug. Während ihrer Karriere setzte sie sich für Mädchen und junge Frauen ein, die sich unbeschwert im Frauenfussball ausprobieren, unter ihresgleichen trainieren und sich austauschen möchten. Der Förderverein FI9 führt diese Arbeit heute fort und organisiert an verschiedenen Standorten in der Schweiz Trainings für Mädchen und junge Frauen.

## Belege
1. ↑  Eintrag der «AXA Versicherungen AG» im Handelsregister des Kantons Zürich
2. ↑  Eidgenössische Finanzmarktaufsicht FINMA: Bericht über den Versicherungsmarkt 2022, S. 31. Abgerufen am 7. November 2023.
3. ↑  AXA Schweiz: Unternehmensgeschichte der AXA Schweiz. Abgerufen am 7. November 2023.
4. ↑  Rückkehr: Die Axa Schweiz tritt wieder dem Schweizerischen Versicherungsverband bei. In: handelszeitung.ch. 4. Oktober 2024, abgerufen am 5. Oktober 2024.
5. ↑  Geschäftsleitung, auf axa.ch
6. ↑  Verwaltungsrat, auf axa.ch
7. ↑  Rechtssicherheit im Alltag, auf axa.ch
8. ↑  Mehr Anerkennung für den Frauenfussball, auf axa.ch